# Ilusión de Jastrow

Ilusión de Jastrow.

En esta imagen se aprecia que ambas figuras son del mismo tamaño.

La ilusión de Jastrow es una ilusión óptica descubierta por el psicólogo estadounidense Joseph Jastrow en 1889. A causa de esta ilusión se percibe como es de mayor tamaño la figura que está más abajo, cuando en realidad ambas tienen el mismo tamaño (ver imágenes).
También se les ha llegado a dar color contrastante a cada uno de los lados de las piezas para acentuar el efecto; por ejemplo, el color amarillo se aplica al lado de la figura que aparece tener mayor tamaño y azul marino al que parece ser de menor superficie (el color oscuro acentúa la percepción de ser pequeño). Esto se puede emplear en un truco de ilusionismo.